# Attacus imperialis
Attacus imperialis är en fjärilsart som beskrevs av Adalbert Seitz 1926. Attacus imperialis ingår i släktet Attacus och familjen påfågelsspinnare. Inga underarter finns listade i Catalogue of Life.